# Quadriphtongue
Une quadriphtongue, ou tétraphtongue,  est un son voyelle constitué de quatre éléments vocaliques dans la même syllabe.